# Ligue d'action civique
La Ligue d'action civique était un regroupement de citoyens et un parti politique municipal à Montréal (Québec, Canada), de 1951 à 1964.

## Objectifs
La Ligue d'action civique se veut un mouvement d'éducation civique et politique. Faisant suite au Comité de moralité publique, elle regroupe des citoyens motivés par l'épuration de la politique et de l'administration municipales montréalaises. La Ligue est fondée le 17 janvier 1951. Sa devise est « servir et non se servir ». Ses objectifs sont notamment d'intéresser les électeurs aux affaires publiques et de rétablir l'honnêteté et l'intégrité dans l'administration publique. Elle soutient l'enquête sur la moralité à Montréal menée par Pacifique Plante et qui aboutit au rapport du juge François Caron en 1954, dont la publication crée un contexte favorable à un changement d'administration municipale.

## Histoire

### Parti politique montréalais entre 1951 et 1964
Lors des élections municipales de Montréal de 1954, la Ligue soutient 34 candidats dont 28 sont élus. Son président Pierre DesMarais accède au poste de président du comité exécutif de la ville et Jean Drapeau, soutenu par la Ligue, est élu au poste de maire. Lors de l'élection suivante, en 1957, la Ligue s'oppose à Sarto Fournier et à son parti, le Ralliement du Grand Montréal. La Ligue réussit à augmenter à 33 le nombre de ses candidats élus au conseil municipal, Pierre DesMarais conservant notamment son siège de conseiller, bien que Jean Drapeau soit défait au poste de maire par son adversaire Sarto Fournier. La Ligue élargit quelque peu ses activités pour s'intéresser à la politique provinciale, surtout vers la fin des années 1950, et elle favorise la création de ligues d'action civiques dans d'autres régions du Québec. Mais elle se concentre de nouveau sur le niveau municipal montréalais par la suite.
La Ligue participe aux consultations de la Commission Champagne, mandatée par le gouvernement du Québec pour proposer une réforme des structures municipales de Montréal. La Ligue d'action civique préconise un système politique municipal démocratisé et ouvert. Par contre, Jean Drapeau préconise plutôt un système centré sur un maire disposant de larges pouvoirs. Ces divergences de philosophie politique ainsi que des oppositions entre DesMarais et Drapeau causent des frictions dans la Ligue. Une scission se produit au sein de la Ligue juste avant les élections municipales de 1960. Dix-neuf des trente-trois conseillers municipaux de la Ligue, dont Lucien Saulnier et Gérard Niding, annoncent qu'ils quittent celle-ci. Le candidat de la Ligue à la mairie, Jean Drapeau, annonce qu'il crée plutôt avec ces dissidents un nouveau parti, le Parti civique, dont il prend la tête et qui s'oppose à la Ligue d'action civique lors des élections de 1960. Lors de celles-ci, Drapeau et son Parti civique remportent une nette victoire. La Ligue ne fait élire aucun de ses candidats. Drapeau donnera à son nouveau parti, ainsi qu'à l'administration municipale qui en sera issue, des structures et un fonctionnement axés sur le contrôle par le chef et ainsi opposés aux principes de la Ligue. La Ligue d'action civique continue ses activités un certain temps puis disparaît du paysage politique vers 1964.
Le fonds d’archives Ligue d'action civique est conservé au centre d’archives de Montréal de Bibliothèque et Archives nationales du Québec.

### Renaissance en 2011
Inspirés par les scandales de corruption secouant à nouveau l’administration montréalaise et l’industrie de la construction au tournant des années 2010, Frédéric Lapointe, Martin Drapeau et plusieurs autres ont revendiqué la tenue d’une enquête publique (la CEIC ou commission Charbonneau) puis, en 2011, refondé l’actuelle Ligue d’action civique sur la base des mêmes principes de la Ligue des années 1950.
La nouvelle Ligue d’action civique est surtout active à l’extérieur de Montréal en soutien aux dénonciateurs, en support à l’émergence de nouveaux partis et candidats de même qu’en plaidant pour l’amélioration de la gouvernance des municipalités et commissions scolaires.

## Fonctionnement
La ligue d'action civique est l'un des premiers partis politiques municipaux au Québec à être organisé au niveau interne selon des structures démocratiques. Son fonctionnement comporte entre autres des assemblées générales des membres, un conseil d'administration et divers comités.
Présidents du conseil d’administration :
- Pierre DesMarais, 1951-1955
- Antoine Desmarais, 1955-1956
- Ruben Lévesque, 1956-1959
- Pierre DesMarais, 1960-1962
- Gaston P. Marchand, 1962-vers 1964
- Frédéric Lapointe, 2011 à 2017
- Rodolphe Parent, 2017 à 2019

Secrétaire-trésorier :
- J.-Z.-Léon Patenaude, 1951-vers 1964

## Prix et récipiendaires
La Ligue décerne des prix à chaque année pour souligner le travail pour la transparence et contre la corruption au Québec.
| Prix  | Prix Personnalité de l’ombre | Prix Personnalité publique | Prix Personnalité élue | À titre posthume |
|       | Récipiendaire | Récipiendaire | Récipiendaire | Récipiendaire |
| Année | Description | Description | Description | Description |
| 2017  | Johanne Elsener | Fédération professionnelle des journalistes du Québec | Julien Feldman, commissaire scolaire Agostino Cannavino commissaire scolaire                                                                             | Sylvie Roy, ex-députée |
| 2017  | Pour son travail dans la sauvegarde des référendums municipaux et plus généralement pour souligner le rôle des conseils de quartier à la ville de Québec. | Pour son travail favorisant la transparence et l'accès à l'information, notamment au niveau municipal                                                     | Pour leur vigilance face à la mauvaise gestion à la commission scolaire anglophone de Montréal (ESBM).                                                   | Pour avoir été la première à réclamer la tenue d'une commission d'enquête sur l'industrie de la construction (avril 2009). |
| 2016  | Francois Beaudry, ingénieur | Jacques Bergeron, ex vérificateur général de Montréal | Xavier-Antoine Lalande, conseiller municipal de Saint-Colomban                                                                                           | |
| 2016  | Pour avoir dénoncé très tôt les agissements du MTQ et pour avoir participé à l'avènement de la commission Charbonneau.                                    | Sous son mandat a notamment dénoncé le scandale des compteurs d’eau et résisté à l'intimidation dont il était l'objet de la part de la ville de Montréal. | Pour avoir dénoncé les abus de l'administration à Saint-Colomban et tenu bon face aux recours en Commission municipale du Québec dirigés à son encontre. | |
| 2015  | Sylvie Therrien, fonctionnaire fédéral | André Beslile, environnementaliste (AQLPA) | Maxime Pednaud-Jobin, maire de Gatineau | |
| 2015  | Pour avoir signalé la gestion inacceptable du programme de l’assurance emploi.                                                                            | Pour son travail ayant mené à l'adoption de la Loi contre les poursuites baillons.                                                                        | Pour le travail collégial qu’il a amené à la ville et la transparence de cette dernière sous son mandat.                                                 | |
| 2014  | Geneviève Baril, conseillère stratégique à l'INM | Jacques Duchesneau, ex-directeur de l'Unité anti-collusion                                                                                                | Richard Bergeron, conseiller municipal (Montréal) | |
| 2014  | Pour son travail dans l'encouragement de la participation des femmes à la politique et la participation citoyenne.                                        | Pour le travail d'enquête révélant l'ampleur de la collusion dans l'industrie de la construction ainsi que l'infiltration du crime organisé.              | Pour la création d'un parti axé sur des politiques claires et des pratiques intègres, émulé ailleurs au Québec.                                          | |
| 2013  | Sylvie Boyer, Saint-Rémi-de-Napierville | Me Louis Masson, ex-bâtonnier | Peter Trent, maire de Westmount | |
| 2013  | Pour avoir été la première citoyenne à se prévaloir de la Loi sur l'inhabilité temporaire de siéger des élus accusés en vertu du code criminel.           | Pour avoir tenu tête à la volonté gouvernementale de limiter les pouvoirs de la Commission d'enquête sur l'industrie de la construction.                  | Pour avoir contribué à la réflexion sur la gouvernance montréalaise et avoir eu le courage de dénoncer le maire de Laval.                                | |
| 2012  | Paul Sauvé, entrepreneur | Alain Gravel, journaliste | Sylvie Tardif, conseillère municipale (Trois-Rivières)                                                                                                   | |
| 2012  | Un des premiers entrepreneur à dénoncer publiquement l'infiltration des Hell's Angels dans l'industrie de la construction.                                | Pour le travail de l'émission Enquête dans la sensibilisation du public face aux problèmes de corruption dans l'octroi des contrats publics.              | Leader du groupe des sept conseillers municipaux indépendants œuvrant pour une meilleure gouvernance à Trois-Rivières.                                   | |